# Harsányi Miklós
Harsányi Miklós, 1911-ig Hesser Miklós (Magyarkanizsa, 1894. február 15. – 1944?) magyar színész, rendező, Harsányi Tibor (1898–1954) zeneszerző bátyja.

## Életútja
Hesser Soma (1858–1937) és Bruck Laura (1865–1945) fiaként született. Az Országos Színészegyesület színésziskolájában végzett 1914-ben. 1916–18-ban Szegeden játszott Almássy Endrénél, 1918-ban Nagyváradon Erdélyi Miklós társulatánál, 1920–24-ben szintén Nagyváradon Parlagi Lajosnál. 1924–26-ban főrendezőként működött Szegeden Andor Zsigmond társulatánál. 1926-tól a Magyar Színház tagja volt. 1933. október 8-án Budapesten, a Terézvárosban házasságot kötött Strém Rózsával, Strém József és Feuer Malvina lányával.
1944. október 20-án deportálták, nem tért vissza.

## Fontosabb szerepei
- Wurm (Friedrich Schiller: Ármány és szerelem)
- Lucifer (Madách Imre: Az ember tragédiája)
- Metternich (Edmond Rostand: A sasfiók)
- Magister (Molnár Ferenc: A vörös malom)
- Kelemen (Molnár Ferenc: A farkas)